# Château de Melen
Le château de Melen est un ancien château de Melen, section de la commune belge de Soumagne, situé rue Haute 4.
Le bâtiment est construit en 1706 et est agrandi et reconstruit à plusieurs reprises. La partie résidentielle est partiellement démolie, mais une pierre commémorative portant les armoiries de la famille De Rosen-Le Drou est conservée. Deux tours carrées sont construites de chaque côté en 1885. Une chapelle se trouvait du côté est. Deux ailes avec des bâtiments de ferme sont ajoutées dans la direction sud-ouest, donnant au complexe un plan en U. Les façades sont entièrement plâtrées.